# Aglyptodactylus laticeps
Aglyptodactylus laticeps – gatunek endemicznego płaza bezogonowego z rodziny mantellowatych (Mantellidae).

## Taksonomia
Gatunek zaliczano także do rodziny żabowatych i podrodziny mantellowatych.

## Morfologia
Samce mierzą 3,9–4,5 cm, samice zaś 6 cm.
Szarobrązowy grzbiet pokrywa gładka skóra. Na pysku widnieją charakterystyczne dla rodzaju dwa czarne znaczenia. Dwa mniejsze występują w okolicy pachwinowej.
Głowa szeroka, ciało solidnie zbudowane. Staw skokowy górny sięga oka. Palce zakończone opuszkami. Błona pławna tylko na tylnych łapach.

## Występowanie
Jest to endemit Madagaskaru. Spotyka się go jedynie w położonym na zachodzie wyspy lesie Kirindy, zaliczanym do kompleksu lasów Menabe. Tam też znajduje się lokalizacja typowa (współrzędne 20°03′S 44°39′E/-20,050000 44,650000).
Bytuje na wysokości ok. 100 m n.p.m. Jego siedlisko stanowi suchy las liściasty. Płaza widuje się też w lesie zdegradowanym, ale nie na otwartych przestrzeniach. Zamieszkuje on ściółkę.

## Rozmnażanie
Rozród odbywa się w tymczasowych zbiornikach wodnych, w tym w dużych kałużach po obfitych deszczach. Często występuje masowy rozród. Nawoływanie obejmuje powolną serię 3–5 odgłosów. Pojedyncza samica składa nawet 4000 niewielkich czarnych jaj. Rozwój kijanek przebiega szybko, w 12 dni.

## Status
Choć lokalnie występuje licznie, jego liczebność obniża się.
Siedlisko jego życia jest poważnie zagrożone poprzez rozwój rolnictwa i osadnictwa, zwierzęta gospodarskie i pozyskiwanie drewna.